# 台州府文廟
台州府文廟（だいしゅうふぶんびょう）は、中華人民共和国浙江省台州市臨海市古城街道に位置する孔子廟。

## 歴史
台州府文廟は北宋（960年–1129年）に建立された。康定2年（1041年）現在地に移転した。清の康熙51年から56年（1712年–1717年）に大成殿が再建される。
2017年1月、浙江省人民政府は台州府文廟を浙江省文物保護単位に認定した。

## 建築物
大成門、大成殿、明倫堂、啓聖祠